# Crionica diversipennis
Crionica diversipennis là một loài bướm đêm trong họ Noctuidae.